# (31451) Joenickell
(31451) Joenickell est un astéroïde de la ceinture principale.

## Description
(31451) Joenickell est un astéroïde de la ceinture principale. Il fut découvert le 9 février 1999 à Grasslands par James E. McGaha. Il présente une orbite caractérisée par un demi-grand axe de 2,28 UA, une excentricité de 0,14 et une inclinaison de 5,2° par rapport à l'écliptique.

## Compléments